# Ronaldo Corrêa
Ronaldo Corrêa Joaquim Maria (Rio de Janeiro, 31 de agosto de 1942) é um cantor, compositor e instrumentista brasileiro.
Em 1958 iniciou sua carreira profissional integrando a banda Golden Boys, ao lado dos irmãos Roberto e Renato, e com seu amigo Valdir.
É o autor de sucessos no período da Jovem Guarda. Seu maior êxito como compositor foi a canção "Não Precisas Chorar", lançada por Roberto Carlos em 1966 e regravada pelos Golden Boys no ano seguinte. Outros artistas que gravaram suas canções são Trio Esperança, Wanderléa, Deny e Dino, Zizi Possi, Evinha, Adriana e Reginaldo Rossi.
Em 1979 lançou seu único álbum solo, Uma Noite na Discoteca da Moda, pela Polygram.